# Marginalisierung der Tuareg in Mali und Niger

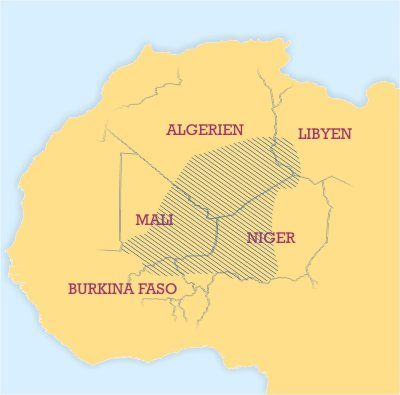
Verteilungskarte der Tuareg über 5 Staaten (Libyen, Algerien, Niger, Mali, Burkina Faso)

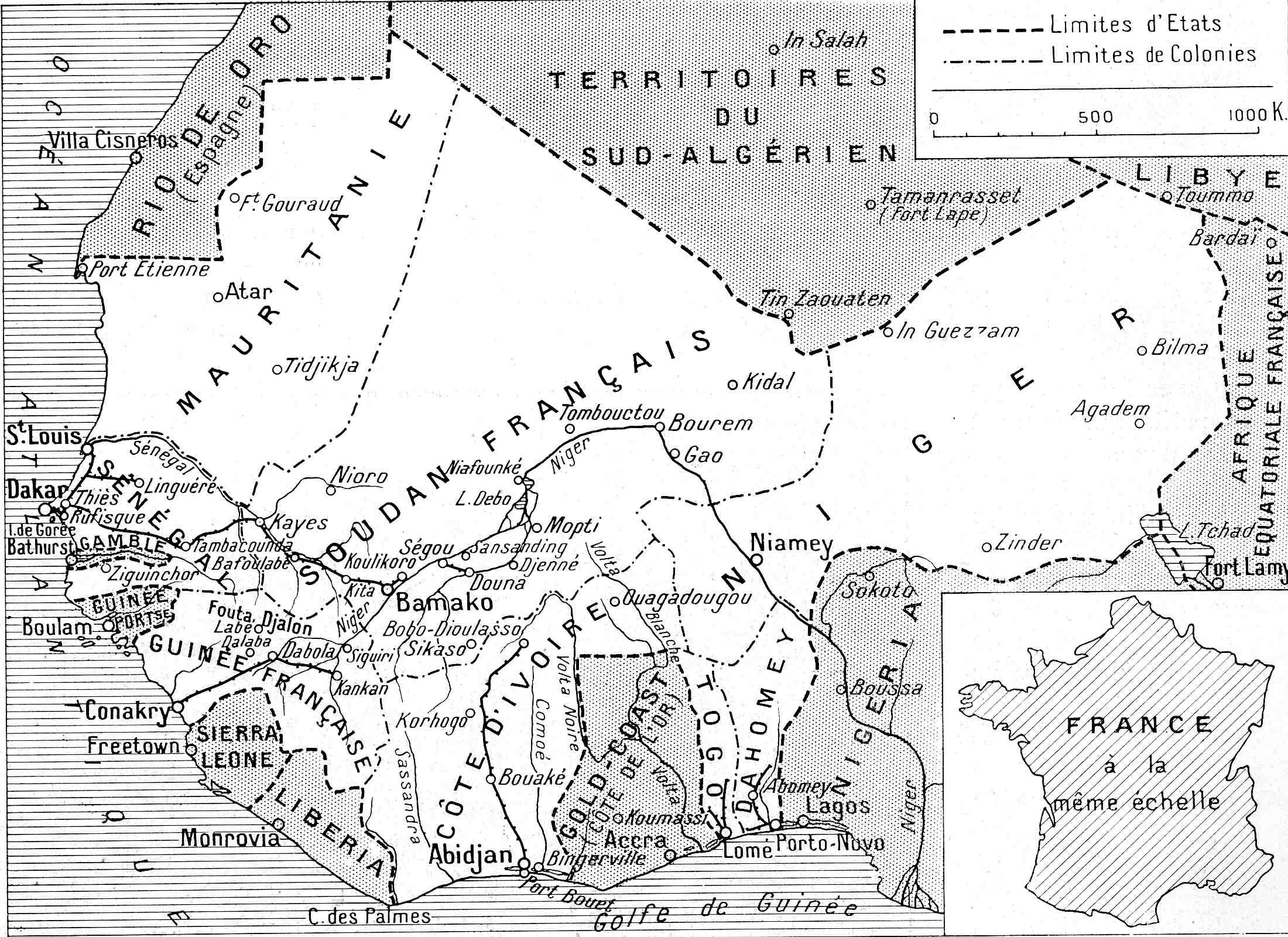
Karte Französisch-Westafrikas 1936

Die Marginalisierung der Tuareg in den Staaten Mali und Niger beschreibt den Prozess der Miss- beziehungsweise Nichtachtung bis hin zur Unterdrückung der Interessen der Tuareg in den Staaten Mali und Niger. Seit der Kolonialzeit werden die Tuareg an den Rand der vorherrschenden Gesellschaften der Verteilungsgebiete gedrängt. Die Marginalisierungsmaßnahmen drücken sich in vielschichtigen Konflikten aus.
Diese sind historisch bedingt und resultieren vornehmlich daraus, dass durch die betroffenen Länder eine Grenze verläuft, die zwischen hellhäutigen arabo-berberischen Tuareg einerseits und sesshaften dunkelhäutigen subsaharanischen Volksangehörigen andererseits trennt. Die Tuareg sind auf (halb)-nomadische Lebensgrundlagen ausgerichtet und wirtschaften über Tierhaltung. Dem stehen schwarzafrikanische Bauernvölker gegenüber, die Ackerbau betreiben und in sahelischen Staatengemeinschaften leben. In den Verwaltungen der Gemeinschaften besetzen sie Führungspositionen und regeln so die regionalen Geschicke mit. Zu den nördlichen Stämmen gehören die Kel Ahaggar und Kel Ajjer, die Ullemmeden sind die bedeutendste, weil mit 200.000 Menschen größte, Gruppe der Sahelregion.
Diese von Grund auf unterschiedlichen Lebenskonzeptionen eskalieren regelmäßig und kulminierten in mehreren Rebellionen der Tuareg. Die erste Rebellion fand in den Jahren von 1961/62 bis 1964 statt. Mit einigem zeitlichen Abstand folgte eine zweite Rebellion, die über ein halbes Jahrzehnt, von 1990 bis 1995, dauerte. Eine dritte Rebellion folgte schließlich in den Jahren von 2007 bis 2009. Seit März 2012 ist in Mali ein erneuter Aufstand entbrannt, dessen bisherigen Höhepunkt Azawad darstellt, ein am 6. April 2012 eigener ausgerufener Staat der Tuareg.

## Geschichte

### Kolonialzeit

#### Kaosenaufstand 1917

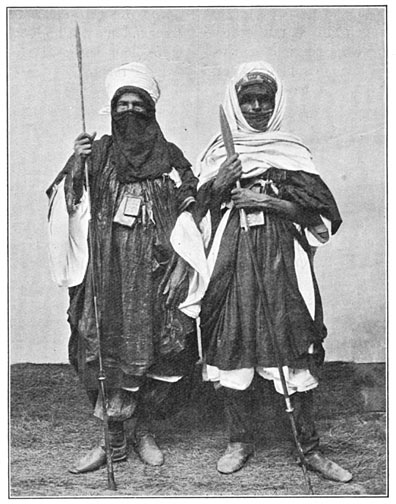
Tuareg zur Zeit der Kolonialisation (Aufnahme mit unbekanntem Erstellungsdatum)

Über vier Jahrzehnte ab den 1950er bis in die 1990er Jahre hinweg ereigneten sich fundamentale Krisen. Diesen Krisen gingen Marginalisierungsprozesse gegen die Tuareg aber schon früher voraus. Sie lassen sich in die Kolonialzeit datieren. Insbesondere in den Jahren 1913/14 führten katastrophale Hungersnöte zu ersten gewaltsamen Erhebungen der Tuareg gegen die damalige Kolonialmacht Frankreich. Ein weiterer Meilenstein der Krise steht im Jahr 1917. In dem Jahr scheiterte der sogenannte Kaosenaufstand (auch: Kaocen-Aufstand) in Agadez. Der Begriff geht auf den Amenokal (höchster Tuareg-Clanchef) vom Stamme der Ikazkazan, Ag Mohammed Wau Teguidda Kaocen (1880–1919) zurück. Ab 1916 leitete er im Aïr-Gebirge, mithin im nördlichen Niger den Aufstand an. Anfang 1919 wurde er von örtlichen Militärs in Murzuk gefasst und gehängt. Auch sein bedeutendster Mitstreiter, der Sultan des Aïr, wurde im Mai desselben Jahres im Djado aufgegriffen. Er starb knapp ein Jahr später unter ungeklärten Umständen im Gefängnis von Agadez.
Der Aufstand gilt als einer der längsten gegen den Kolonialismus geführten Widerstandskriege, der zudem hervorragend organisiert und militärisch durchgeführt worden ist. Nach anfänglichen Erfolgen der Tuareg, die beispielsweise sämtliche Hauptorte rund um das Aïr-Gebirge – darunter strategisch wichtige wie Ingall und Assodé (nahe Timia) – erobern konnten, sammelten sich im März 1917 Streitkräfte der Franzosen in Agadez, um zum vernichtenden Gegenschlag auszuholen. Hierbei unterschieden die Franzosen letztlich nicht, ob sie Aufständische oder deren Helfer vor sich hatten, sondern beseitigten jeden, der ihnen im Weg stand. Ortschaften wie Timia wurden nebst Lebensgrundlagen niedergebrannt, Waren und Tiere geraubt. Öffentliche Hinrichtungen forderten etwa 130 Opfer. Zahlreiche Vertreter der Adelsschichten (Imajaren) wurden bei diesen Auseinandersetzungen getötet.
Der Kaosenaufstand bedeutete einen fundamentalen Einschnitt in der Geschichte der Tuareg, insbesondere der Kel Ewey-Tuareg. Dem stolzen Volk wurde mit der Niederlage bewusst, dass sie in keinem Bündnis, sondern einem Abhängigkeitsverhältnis zu den Franzosen standen. Der Verlust ihrer Eigenständigkeit und rechtlichen Souveränität wird von den Tuareg bis heute als „kollektive moralische Katastrophe“ wahrgenommen. Andererseits profitierten sie bezüglich des Karawanenhandels zwischen Aïr, Bilma und dem Hausaland. Da durch die französische Befriedung keine Überfälle („Razzien“) der Tubu mehr zu befürchten waren, hatte sich der Handel deutlich entspannt. Hauptprofiteur war die Weidewirtschaft im Aïr, militärischer Schutz war nicht mehr nötig. Dies war insbesondere in den Zeiten der Absenz der Stammes-Männer von Bedeutung, denn auf ihren Handelsreisen nach Kano für die Fernweidewirtschaft und zurück, waren sie oft monatelang unterwegs.

#### Sklavenbefreiung
Ebenfalls auf die Kolonialverwaltung zurückzuführen ist die Befreiung der schwarzen Sklaven der Tuareg, der Iklan. Seit 1906 war Frankreich der Auffassung, dass Sklaverei unvereinbar mit den Grundprinzipien der Föderation der französischen Gebiete in Westafrika sei. Als problematisch erwies sich die Sklavenbefreiung dennoch, denn sie destabilisierte die Tuareg-Gesellschaften nur noch mehr. Niemand kümmerte sich nunmehr noch um die Herden und die Getreidewirtschaft, sodass Versorgungsengpässe entstanden.
Das Ende der Sklaverei legte einen Grundstein für die gesellschaftliche Emanzipation der Iklan und bestimmte die weitere Entwicklung der nationalen Geschichte erheblich. Über die Tuareg-Revolten hinaus fanden die befreiten Bevölkerungsgruppen in der jüngeren Geschichte Möglichkeiten, sich im Zeichen von Demokratisierung und Dezentralisierung zunehmend selbst zu bestimmen und zu organisieren, sodass sie eine neue gesellschaftliche Position finden konnten.

#### Übergangszeiten bis zu den Revolten
Noch vor der Unabhängigkeit der beiden Staaten Niger und Mali kam durch die gesellschaftlichen Umbrüche, insbesondere das Ende der Sklaverei, bei den Tuareg die Erwartungshaltung auf, neue Lebensstile verfolgen zu können. Die afrikanischen Eliten wurden ab 1944 von der französischen Regierung zunehmend in deren Staatsangelegenheiten eingebunden. So entstanden soziale, kulturelle und sportliche Organisationen, in Mali beispielsweise die „Amicale Sportive“, die „Société-Sportive Soudanaise“, oder „Les Flamboyants“, wo Persönlichkeiten wie Mamadou Konaté, Modibo Keïta oder Mamby Sidibé sich trafen, um über Politik zu diskutieren. Erste Handelsvereinigungen existierten bereits, Gewerkschaften wurden nun auch noch gegründet, Bindeglieder zwischen den neuen afrikanischen Bildungseliten und der restlichen Bevölkerung, wie den einzelnen ethnischen Gruppierungen der Tuareg. Die nach dem Zweiten Weltkrieg aufkommenden Entkolonisierungsvorhaben wurden ebenfalls als Chance wahrgenommen. Allerdings dauerte es bis 1958, bis Charles de Gaulle erneut an die Macht kam und eine Verfassungsänderung umsetzte, die ein Referendum über die Abspaltung afrikanischer Territorien vorsah.
1958 vollzog sich der administrative Wechsel. Die Verwaltungsaufgaben wurden an afrikanische Beamte übertragen. Der Umstand, dass die Franzosen das Feld räumten, traf die Mehrzahl der Tuareg insoweit überraschend, als sie kaum zu glauben vermochten, dass ein übermächtiger Gegner – ohne Bezug einer militärischen Niederlage – tatsächlich abziehen würde. Ein solches Verhalten war kaum vereinbar mit der eigenen Kriegertradition. Diese Transition führte die Tuareg in eine politische Krise, denn sie hatten sich damit auseinanderzusetzen, dass diejenigen, die sie einst beherrscht hatten, nunmehr die Macht an sich gerissen hatten und anfingen, sie zu beherrschen, die Iklan.

### Perioden von Krisen
Von André Bourgeot werden vier elementare Krisen beschrieben, die die Aufstände der Tuareg in den beiden Staaten Mali und Niger begünstigten. Teilweise wuchsen die Aufstände zu Rebellionen aus. Diese lassen sich zeitlich folgendermaßen zusammenfassen: Die erste Rebellion ab Anfang der 1960er-Jahre habe noch in einem Kontext zur Auflösung des kolonialen Französisch-Sudan gestanden. Mit der zweiten Rebellion hätten sich die Tuareg vornehmlich gegen widerfahrene Unterdrückung und Ausgrenzung gewehrt. Darüber hinaus sei ein wesentlicher Aspekt die Autonomiebestrebung. Dieses Anliegen sei mit der dritten Rebellion vornehmlich dann verfolgt worden, bevor letztlich die bislang letzte Erhebung in 2012 ausgebrochen sei. Signifikant für die Ausmaße der Unruhen waren und sind allerdings Umstände, die trotz Entwicklungshilfemaßnahmen die Wirtschafts- und Lebensverhältnisse der Tuareg zunehmend verschlechterten, wie Besatzung, Krieg, Razzien, Plagen, Preisverfälle, Dürren und Hungerkrisen.

#### 1. Krise (1950er-Jahre)

Sahel - Niederschlagsindex: Gut ablesbar sind die niederschlagsreichen 1950er- und 1960er-Jahre und die dürren 1970er- und 1980er-Jahre

Bis zu den 1950er Jahren konnten die Tuareg im Niger, in den dort vornehmlich vorherrschenden Altdünengebieten, Weidewirtschaft betreiben. Sie nutzten die Landstriche im Rahmen ihrer nomadischen Subsistenzwirtschaft. Die 1950er und 1960er Jahre waren von Niederschlagsreichtum geprägt. Sesshafte bäuerliche Gruppen, ebenso die ehemaligen Tuaregsklaven (iklan), weiteten durch diese klimatische Begünstigung ihren Regenfeldbau enorm aus. Dies führte zur Verdrängung der Tuareg aus deren besten Weidegründen. Unterstützt wurden die Regenfeldbauern durch staatliche Förderprogramme, die ab 1961 mittels Brunnenbauprojekten und veterinärmedizinischen Kampagnen vorangetrieben wurden. Dadurch wuchsen die Rinderbestände an; vielfach war Überweidung der Areale die Folge. Grundsätzlich sahen die Landnutzungsrechte verschiedene Einschränkungen vor, so beispielsweise territoriale Begrenzungen. Der 15. Breitengrad sollte danach nordwärts nicht durchstoßen werden. Diese ausdrücklichen Verordnungen wurden allerdings ignoriert, sodass die Tuareg keine Rückzugsgebiete im Niger mehr hatten. Daraus wiederum resultierten zunehmend gewaltsame Konflikte, denn die Interessen waren sehr unterschiedlich. Der Konflikt um die Wirtschafts- und Lebensformen der Streitbeteiligten hatte damit zugleich politische Dimensionen. Nach Erlangung der Unabhängigkeit des Niger (1960), wurden die Bodenrechte einseitig für den Ackerbau vergeben, was einer Entscheidung gegen die Lebensformen der Tuareg gleichkam.

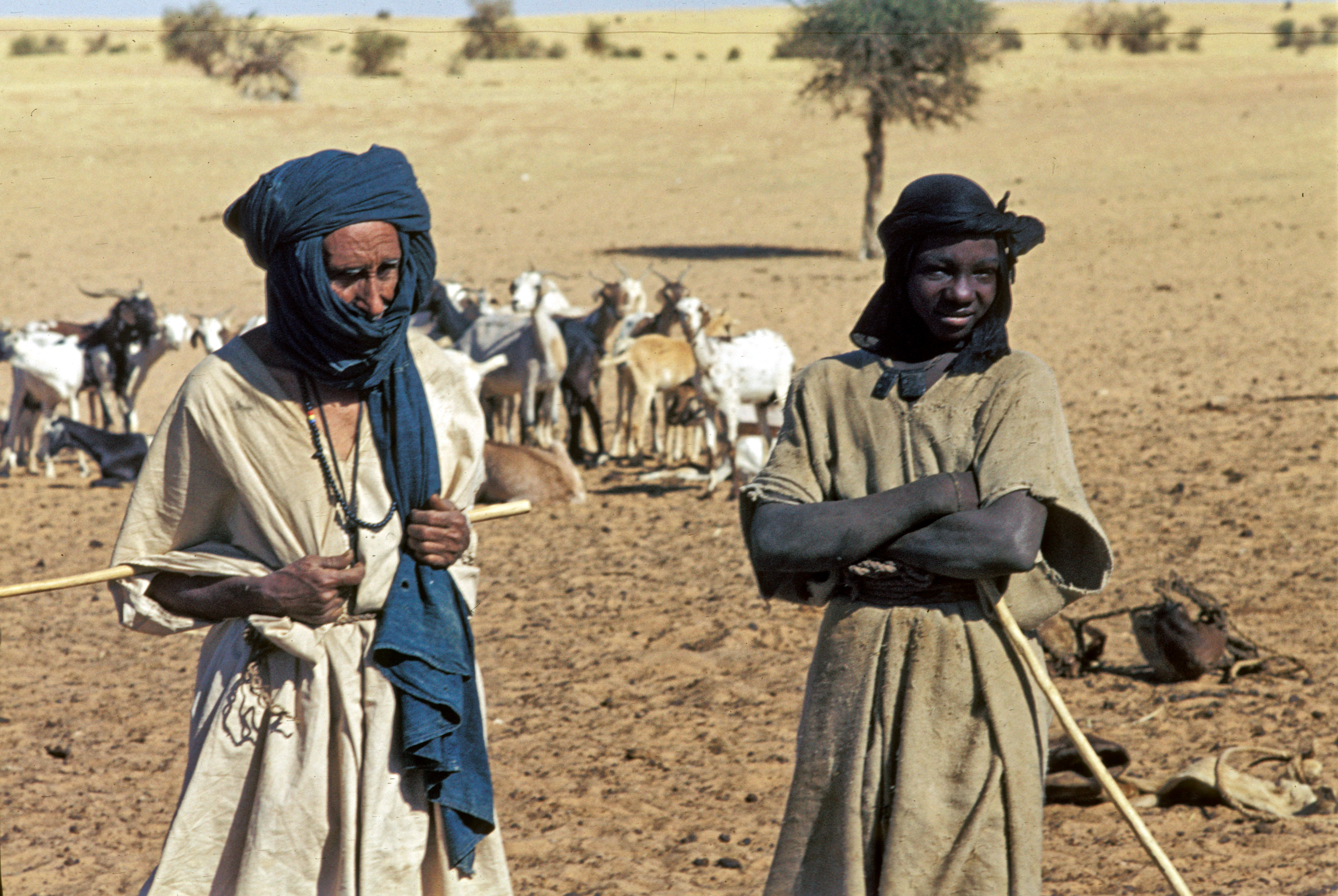
Tuareg in Mali, 1974 – zu Zeiten der Dürrekatastrophen

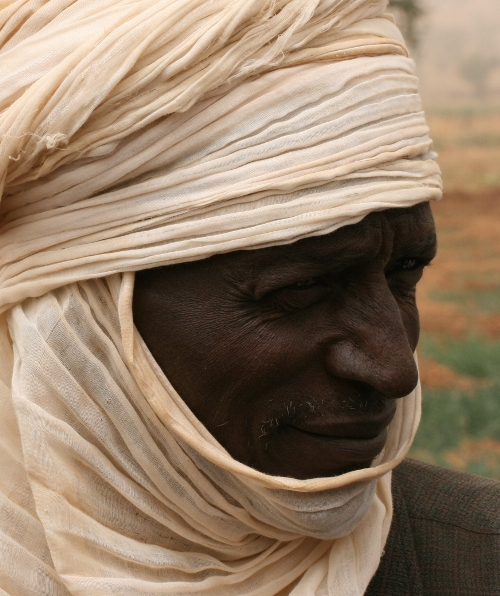
Nigrischer Targi

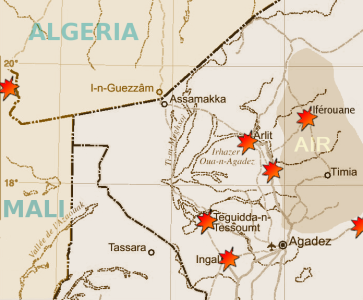
Karte der Brennpunkte der 3. Rebellion

Das von der Nationalen Bewegung für die Befreiung des Azawad (MNLA) beanspruchte Azawad nimmt den gesamten nordöstlichen Teil Malis ein.

#### 2. Krise (1960er-Jahre)
Die Unabhängigkeit der Sahelländer Mali und Niger fiel in das Jahr 1960. Mit der neu gewonnenen Freiheit dieser Staaten verschärfte sich die negative Entwicklung für die Tuareg jetzt politisch. Die Staatsgewalt dieser Länder ging fortan von der in deutlicher Majorität lebenden schwarzafrikanischen Bevölkerung aus. Die wenig konföderierten Tuareg fanden immer weniger Gehör in den Machtzentren der Elite. Zu entfernt waren die Stellungen der Potentaten. Identitätspolitische Infragestellungen der Tuareg kamen noch hinzu.
Neben den ideologischen Differenzen förderten somit ökonomische Gründe den Ausbruch der Revolte der 1960er Jahre. Gesetze wurden erlassen und Aufsichtsbrigaden gebildet, die Holzschlag verhindern und mit schweren Strafen ahnden sollten. Mali verließ 1962 zudem die Westafrikanische Währungsunion und erhöhte die Steuern, was das verfügbare Einkommen schmälerte. Der eingeführte Franc Malien war nicht konvertierbar, was den ausländischen Handel lahmlegte. Die Steuern auf Vieh wurden erhöht und deren Handelspreis künstlich gesenkt, um den Tauschwert an die isolierte Wirtschaft anzugleichen. Damit erlag der Viehhandel der Tuareg. Die Terms of Trade zwischen importiertem Salz und exportierter Hirse verschlechterten sich. Lastwagen verdrängten die Kamele als Transporteinrichtung. Der Gartenbau erlag zunehmend, weil die Böden erschöpft waren. Mangels einheitlicher Vertretung ihrer Interessen und mangels inneren Zusammenhalts standen die Tuareg den Geschehnissen militärisch, politisch und logistisch machtlos gegenüber.

#### 3. Krise (1970er/1980er-Jahre)
Die nächste Krise in den 1970er und 1980er Jahren wurde durch Dürrekatastrophen ausgelöst. Epochal sind die Dürren von 1969–1974 und von 1981–1985 deswegen, weil sie länger anhielten als die vorangegangenen, Hungersnöte auslösten und ihre Höhepunkte erst zum Ausgang der jeweiligen Periode erreichten, als alle Lebewesen durch die Vorjahre bereits ausgezehrt waren. Die Situation wurde zusätzlich noch dadurch verschärft, dass die Regierung in den Jahren zuvor die Kopf- und Viehsteuern angehoben hatte und während der Dürre noch unbeirrt eintrieb, was zum Preisverfall beim Vieh führte. Die beiden Dürren, die in Europa bekannt wurden und Hilfsmaßnahmen (Lieferungen von Öl, Milch, Zucker und Tee sowie Förderung des Gartenbaus) auslösten, nannten die Kel Ewey-Tuareg entsprechend taimako (Jahr der Hilfe) und konjenktir (Notlage). Sie verursachten massives Viehsterben, eine instabile Währung jetzt auch im Niger mit fortschreitendem Kaufkraftverlust und ausgeprägter Fluchtmigration. Die Tuareg flüchteten in die nördlich des Sahel angrenzenden Staaten Algerien und Libyen sowie ins südlich gelegene Hausaland. Ebenso flohen sie in die Stadtzentren Malis und Nigers. Hungersnöte (Tamascheq: laz (Hunger)) brachen aus. Massensterben und Verelendung folgten. Die Abhängigkeit von internationalen Spendenaktionen verschiedener Hilfsorganisationen waren eine Folge. Handlangertum und Söldnerdasein verblieben als einzige Auswege. An der Grenze zu Algerien verdiente man sich Geld, indem man von der sozialistischen Regierung subventionierte Produkte über die Grenze schmuggelte und sie in Mali weiterverkaufte. Im Gegenzug belieferten die Tuareg Südalgerier mit Fleisch, um deren Engpässe auszugleichen. Gleichzeitig bildeten die schlechten Gesamtbedingungen die Vorstufe zur Massenarbeitslosigkeit. Viele Tuareg trieb es in die militärisch instrumentalisierten Flüchtlingslager Libyens. Solche Refugien bestanden in Ubari, Ghat und Ghadames. Libyens Staatschef Muammar al-Gaddafi rekrutierte unter den Tuareg Söldner, die in Kriegshandelsgebieten wie dem Tschad, dem Libanon und in Sri Lanka bei den Tamil Tigers eingesetzt wurden. Ebenso profitierte von ihnen die westsaharische Rebellenorganisation POLISARIO. Die erworbene Kampferfahrung kam den übrigen Tuareg, den ishumar (den Arbeitslosen) zugute, denn im Jahr 1990 bildeten sie den harten Kern der Tuareg-Revolte.

#### 4. Krise (ab 1990er-Jahre)
Das Ende der ersten der beiden Dürren fiel 1974 mit einem Staatsstreich zusammen, der bedeutsame ökonomische Veränderungen mit sich brachte. Kopf- und Viehsteuern wurden abgeschafft, weil der Boom bei den Uranexporten (COMINAK) hohe Gewinne abwarf und das staatliche Budget sanierte. Mit dem beginnenden Verfall der Uranpreise und dem damit einhergehenden Niedergang des Uranabbaus in den 1980er-Jahren schrumpften die Marktchancen wieder und abgeschaffte Steuern wurden sukzessive wieder eingeführt. Bis heute handelt es sich gleichwohl um den bedeutendsten nigrischen Markt.
Ab den 1990er Jahren forderten die Tuareg politisch-institutionelle Rechte ein. Es ging um Mitspracherechte. Unterrepräsentiert und an die Seite gedrängt durch die seit Ende der 1980er Jahre vorherrschende Einparteienlandschaft der dominanten Völker, den Bambara in Mali und den Djerma im Niger, erhoben sich die Tuareg zur sogenannten Gastarbeiterrevolte. In Mali begann der Aufstand im Jahr 1990 als Tuareg-Separatisten Regierungsgebäude rund um Gao in Mali angegriffen. Die malische Armee griff zu Vergeltungsmaßnahmen, woraufhin eine ausgewachsene Rebellion erwuchs. Parallel dazu begann 1990 auch im Niger eine Rebellion, indem im Aïr-Gebirge zunächst sporadische Kämpfe inszeniert wurden, die mittels zunehmender Waffengewalt fortgesetzt wurden. 1991 führte dies in Mali zum Putsch. 1997/98 entflammten gegen die Obrigkeiten beider Staaten erneut heftige Widerstände der Tuareg. Gefordert wurden Föderalismus, mehr Autonomie und letztlich Sezession. Die Anfang 2007 gegründete Bewegung der Nigrer für Gerechtigkeit (MNJ) griff die Konfliktgegenstände der 1990er Jahre erneut auf. Größere Beteiligungen an den Urangewinnen, umfassende Entwicklungsprogramme und Dezentralisierung beziehungsweise Föderalismus wurden und werden gefordert.

## Friedensphasen und erneute Aufstände
Seit 1996 wurden den Rebellenorganisationen der Tuareg sukzessive Friedensverträge angeboten. Weiterhin wurde die Aufnahme von Tuareg in die Armeen zugesichert. Regierungsbeteiligungsmöglichkeiten wurden in Aussicht gestellt. Internationale EU-Hilfe unterstützte im Rahmen des PROZOPAS-Projektes die gezielte Rückführung von 60.000 Kriegs- und Langzeit-Dürre-Migranten zurück in den Niger. Geregeltes Weidemanagement, Selbstverwaltung und Katastrophenvorsorge wurden vereinbart. Präsident Alpha Oumar Konaré gestand den Tuareg in Mali dezentrale Verwaltung in Kidal zu.
Die Internationale Rotkreuz- und Rothalbmond-Bewegung (IKRK) und das Programme Mali-Nord betreiben ländliche Regionalentwicklung (Schulen, Brunnen).
Da die Tuareg die Friedensabkommen der Jahre 1994/1995 als mangelhaft umgesetzt erachten, attackieren sie zunehmend wieder Wirtschaftseinrichtungen des Landes. Zentrum der Gewalt war zuletzt Iferouane.
Auch in Mali rumort es wieder. Seit Anfang Februar 2012 eroberte die Rebellengruppe MNLA Städte und Dörfer im Norden Malis und machte in der Sezessionsfrage Ernst. Im März putschte das Militär, sodass die Spaltung des Landes droht. Die Tuareg-Rebellen haben im Norden Malis mit Azawad am 6. April 2012 ihren eigenen Staat ausgerufen, der international keine Anerkennung fand, da befürchtet wurde, dass Islamisten die Macht übernähmen. Anhänger der Militärs, die im März geputscht hatten, gingen am 21. Mai 2012 mit Gewalt gegen den durch westafrikanische Vermittlung eingesetzten Interimspräsidenten Dioncounda Traoré vor. In der Folge weitete sich der Konflikt in Nordmali aus.
Während der Opération Serval berichtete Human Rights Watch über Tötungsaktionen und Menschenrechtsverletzungen an Tuareg vonseiten der malischen Armee in der Stadt Niono. Bis Ende Januar 2013 konnten die islamistischen Gruppen aus allen größeren Städten der Region zurückgedrängt werden.